# Scutogona
Scutogona es un género de miriápodos cordeumátidos de la familia Anthroleucosomatidae. Sus 7 especies reconocidas se distribuyen por el Paleártico occidental.

## Especies
Se reconocen las siguientes:
- Scutogona album Schubart, 1958
- Scutogona ferrolensis Mauriès, 2014
- Scutogona jeanneli Ribaut, 1913
- Scutogona minor Enghoff & Reboleira, 2013
- Scutogona mutica Ribaut, 1913
- Scutogona oculinigrum Mauriès & Vicente, 1977
- Scutogona suboculinigra Mauriès, 2014
- Scutogona vivesi Mauriès & Vicente, 1977